# Zahirske (Sumî), Sumî
Zahirske (în ucraineană Загірське) este un sat în orașul regional Sumî din regiunea Sumî, Ucraina.

## Demografie
Componența lingvistică a localității Zahirske
     Ucraineană (96,43%)
     Rusă (3,57%)
Conform recensământului din 2001, majoritatea populației localității Zahirske era vorbitoare de ucraineană (96,43%), existând în minoritate și vorbitori de rusă (3,57%).